# Blies-Guersviller
Blies-Guersviller [bliz ɡɛʁsvilɛʁ] (deutsch Bliesgersweiler) ist eine französische Gemeinde mit 651 Einwohnern (Stand 1. Januar 2022) im Département Moselle in der Region Grand Est (bis 2015 Lothringen).

## Geografie
Die Gemeinde Blies-Guersviller liegt an der Blies, die das Gemeindegebiet hufeisenförmig einrahmt und die Grenze zu Deutschland bildet. Blies-Schweyen ist der größte Ortsteil der Gemeinde, er liegt im Nordosten gegenüber dem saarländischen Dorf Bliesmengen-Bolchen.
Nachbargemeinden von Blies-Guersviller sind Kleinblittersdorf im Westen und Norden, Mandelbachtal im Osten (beide Gemeinden im Saarland), Frauenberg im Südosten sowie Saargemünd im Süden.

## Geschichte
Der Ort wurde 777 erstmals als Villare urkundlich erwähnt, 1261 dann als Gereswilre, 1751 als Guércheviller. 1811 wurde Blies-Schweyen mit Blies-Guerschwiller vereinigt.
Die Bliesgersweiler Mühle kam durch die Grenzkonvention zwischen Preußen und Frankreich 1829 an Preußen.

### Bevölkerungsentwicklung
| Jahr      | 1962 | 1968 | 1975 | 1982 | 1990 | 1999 | 2007 | 2019 |
| --------- | ---- | ---- | ---- | ---- | ---- | ---- | ---- | ---- |
| Einwohner | 362  | 373  | 313  | 542  | 628  | 661  | 609  | 646  |

## Sehenswürdigkeiten
- Kirche Saint-Quirin: gedrehte Kirche mit Turm auf dem ehemaligen Chor aus dem 14. Jahrhundert
- Kirche Saint-Eustache aus dem Jahr 1842 im Ortsteil Blies-Schweyen

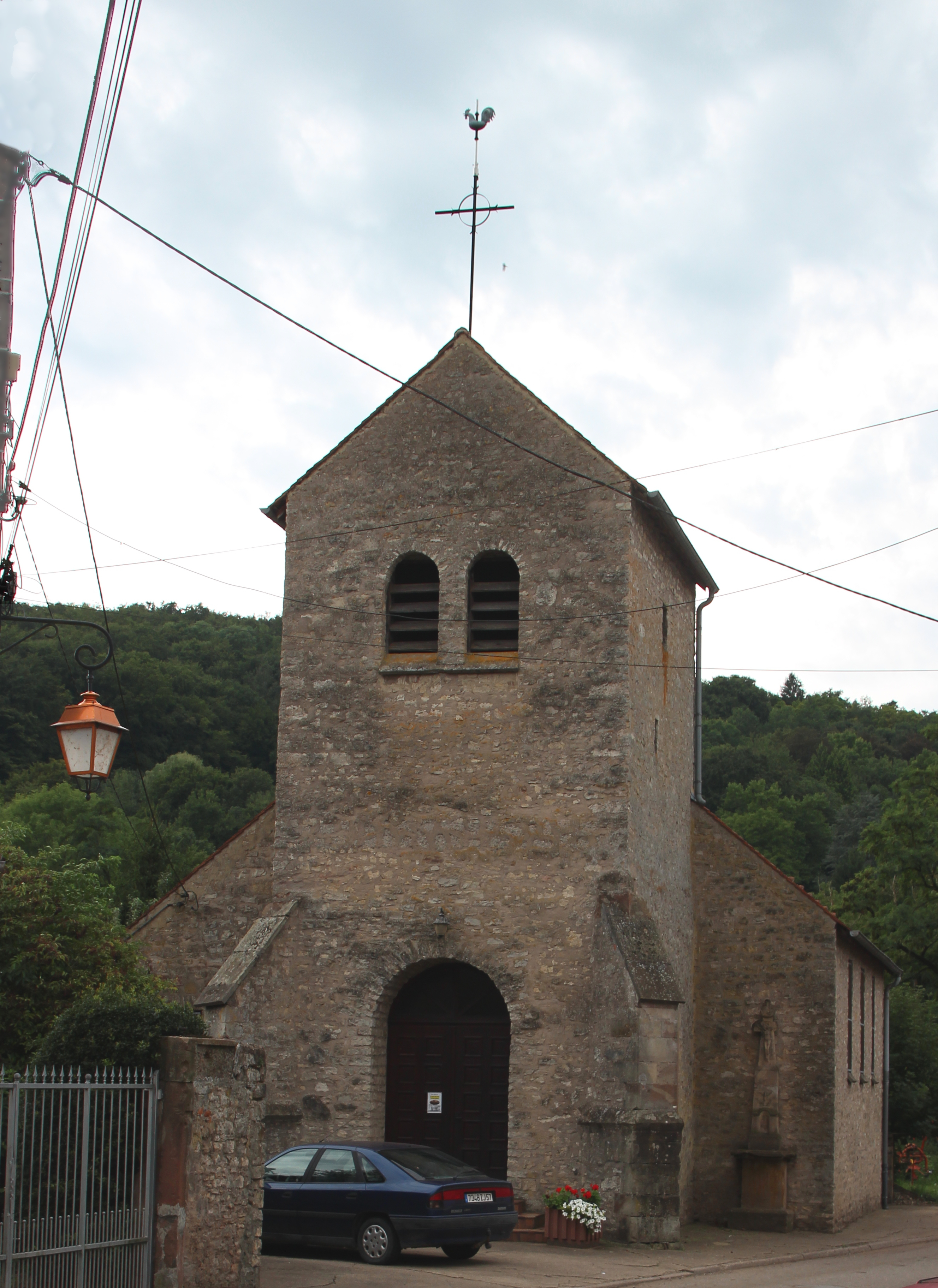
Kirche Saint-Quirin
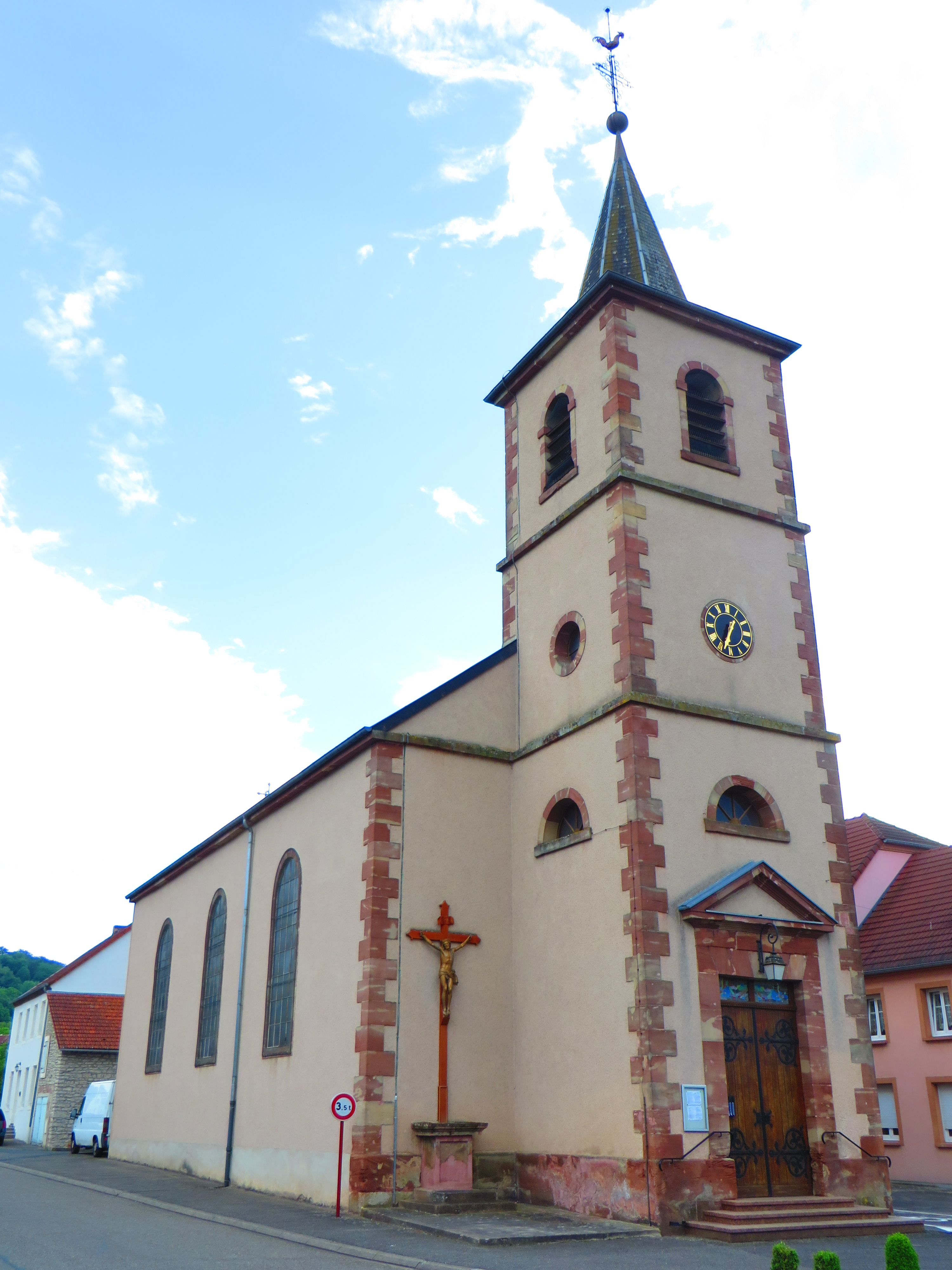
Kirche Saint-Eustache

## Belege
1. 1 2  Dictionnaire topographique de l'ancien département de la Moselle, Paris 1874, S. 30. Online